# Rhaphuma delicata
Rhaphuma delicata là một loài bọ cánh cứng trong họ Cerambycidae.